# Pygeretmus zhitkovi
Pygeretmus zhitkovi — вид гризунів родини Dipodidae. Ендемік Казахстану. Його природне місце існування — пустеля помірного поясу. У західній частині свого географічного ареалу він населяє глинисті, часто засолені ділянки вздовж низьких берегів русел річок і озер, що висихають. Харчується здебільшого зеленими частинами рослин, переважно сукулентом Climacoptera brachiata. Відсоток насіння в раціоні збільшується з середини літа. Має облігатну сплячку, яка зазвичай починається наприкінці жовтня. Якщо рік дуже теплий, він може бути активним до початку листопада. Сплячка закінчується в середині березня, плюс-мінус два тижні залежно від температури. Має три види нір: постійні, зимувальні та укриття. Постійні нори мають кілька ходів і гнізда. Укриття прості, з одним проходом. Розмноження починається відразу після сплячки. Другий цикл розмноження завжди починається в один і той же час, в кінці червня. Вагітність 25–27 днів, розмір виводка 3–8 (зазвичай 4–5) дитинчат.